# USA High
USA High è una serie televisiva statunitense in 95 episodi trasmessi per la prima volta nel corso di 2 stagioni dal 1997 al 1999.
È una sitcom giovanile incentrata sulle vicende di sei amici di varie nazionalità iscritti presso l'American Academy a Parigi, in Francia.

## Personaggi e interpreti

### Personaggi principali
- Jackson Green (1997-1999), interpretato da Josh Holland.
È il leader del gruppo, pratica surf.
- Lauren Fontaine (1997-1999), interpretata da Elena Lyons.
- Christian Mueller (1997-1999), interpretato da Thomas Magiar.
È un ragazzo tedesco, aspira a diventare cestista.
- Winnie Barnes (1997-1999), interpretata da Marquita Terry.
- Ms. Gabrielle Dupre (1997-1999), interpretata da Angela Visser.
È la bella professoressa di arte.
- Mr. Patrick Elliott (1997-1999), interpretato da Nicholas Guest.
- Alexis Elliot (1997-1999), interpretata da Kristen Miller.
È la figlia del preside Patrick Elliot.
- Bobby 'Lazz' Lazzarini (1997-1999), interpretato da James Madio.
È un newyorchese appassionato del buon cibo.

### Personaggi secondari
- Dwane 'Excess' Wilson (1998-1999), interpretato da William James Jones.
- Studentessa (1997-1999), interpretata da Kimberly Smail.
- Francois (1997-1998), interpretato da Daniel Forcey.
- Justice (1997-1999), interpretato da Lewis Dauber.
- Curtis (1998), interpretato da Ben Evans.
- Stan (1998), interpretato da Rocco Vienhage.
- Katherine Hanley (1997), interpretata da Nicki Aycox.
- Wallace (1997), interpretato da David Chisum.
- Mr. Macafee (1997), interpretato da Loren Freeman.
- Giuseppe Ferrari (1997), interpretato da Rick Pasqualone.
- Jim (1998-1999), interpretato da Robert Farrior.
- Monsieur LaRue (1998), interpretato da Richard Barnes.
- Raphael Banderas (1998), interpretato da Mario López.
- Fifi (1998), interpretata da Nina Mann.
- Mrs. Churchill (1998), interpretata da Bette Rae.

## Produzione
La serie, ideata da Leslie Eberhard e Peter Engel, fu prodotta da Peter Engel Productions e girata negli studios della Columbia a Los Angeles in California. Le musiche furono composte da Eva King (per il tema Rockin' At USA High).

### Registi
Tra i registi della serie sono accreditati:
- Frank Bonner
- Gary Shimokawa
- Mary Lou Belli

## Distribuzione
La serie fu trasmessa negli Stati Uniti dal 4 agosto 1997 al 10 giugno 1999 sulla rete televisiva USA Network. In Italia è stata trasmessa su TELE+ Bianco dal 24 novembre 1997 (con le repliche trasmesse su TELE+ Nero), su Italia 1 dal 5 febbraio 2001 e poi in replica su Italia Teen Television dal 1º ottobre 2003.
Alcune delle uscite internazionali sono state:
- negli Stati Uniti il 4 agosto 1997 (USA High)
- in Svezia il 18 agosto 1997
- in Romania il 6 settembre 1999
- in Italia il 24 novembre 1997 (USA High)

## Episodi
| Stagione         | Episodi | Prima TV USA | Prima TV Italia |
| ---------------- | ------- | ------------ | --------------- |
| Prima stagione   | 75      | 1997-1998    | 1997-2001       |
| Seconda stagione | 20      | 1998-1999    | 2001            |